# بابی (فیلم ۱۹۷۳)
بابی (به هندی: Bobby) فیلمی محصول سال ۱۹۷۳ و به کارگردانی راج کاپور است. در این فیلم بازیگرانی همچون ریشی کاپور، دیمپل کاپادیا، پریم نات، پران ایفای نقش کرده‌اند.